# متلازمة بوهرينج-أوبيتز
متلازمة بوهرينج-أوبيتز هي مجموعة من الأعراض تتمثل في ملامح وجه مميزة، تقلصات غير طبيعية باليدين، صعوبات في التغذية، تأخر عقلي، صغر حجم الطفل المريض عند الولادة، صعوبة في النمو وزيادة الوزن. وقد تتشابه هذه الأعراض مع الكثير من الأمراض الجينية الأخرى.
بالفحص الجيني تبين وجود طفرة جينية بالجين ASXL1 بـ 50% من المرضى المصابين بمتلازمة بوهرينج_أوبيتز.
بمتابعة أول حالة مصابة تم تسجيلها في الطب وُجد أن متلازمة بوهرينج أوبيتز قد تؤدي للوفاة في سن مبكر جدا وذلك بسبب بعض الأعراض مثل توقف التنفس لفترات مؤقتة أثناء النوم وتباطؤ ضربات القلب بدون تفسير، وقد عاشت هذه الحالة حتى عمر 5 سنوات و9 أشهر.
قد تسمى متلازمة بوهرينج_أوبيتز أيضا بمتلازمة أوبيكليد_دانكس وفي الحالتين ترجع التسمية إلى أسماء الأطباء الذين قاموا بوصف الحالة وأعراضها.

## الأعراض
- شكل مميز لملامح الوجه (زيادة حجم العينين، انبطاح الأنف).
- علامات جلدية وردية اللون في الوجه والجسم.
- غزارة شعر الرأس والجسم.
- ضعف الجهاز العضلي والحركي وتأخر شديد في تطوره بعد الولادة.
- صعوبات في الرضاعة والتغذية وبالتالي فشل في اكتساب الوزن والنمو بشكل طبيعي.
- تأخر القدرات العقلية.
- قصر النظر.
- تشوهات في الأطراف وعظام الحوض وتجعد قردي باليدين
- عدوى صدرية متكررة.
- انقطاع التنفس المؤقت أثناء النوم.

## معدل الانتشار
نصف مليون طفل

## الفحوصات
يُظهر فحص التركيب الصبغي لخلايا الطفل المريض تركيبا صبغيا طبيعيا، مما يساعد الأطباء في استبعاد العديد من متلازمات خلل الصبغيات. بينما يُظهر الـتصوير بالرنين المغناطيسي تشوه أو نقص تخليق منطقة بالمخ تسمى (Corpus Collosum). ولابد من الفحص الجيني واستشارة خبير وراثي للوصول إلى التشخيص الصحيح.

## العلاج
لا يوجد علاج شافي لمتلازمة بوهرينج-أوبيتز ويقتصر التعامل مع الحالة على محاولة تقليل الأعراض بقدر الإمكان.

## روابط خارجية
- الموقع الرسمي
- الصفحة الرسمية على فيس بوك